# Акопов Валерій Федорович
Валерій Федорович Акопов (нар. 11 жовтня 1939, Київ) — український художник-пейзажист, письменник, поет, перекладач і есеїст. Помер в Броварах в вересні 2020 року 

## Біографія
Валерій Федорович Акопов народився у Києві 11 жовтня 1939 року. В 1956 році закінчив середню школу № 11. У старших класах мріяв стати геологом-розвідником, а коли отримав атестат, поїхав вступати до Гірничого інституту у Дніпропетровськ, оскільки у київських вишах відповідного факультету не було. Однак медична комісія виявила у нього ваду серця, і шлях в геологію був закритий назавжди.
Його мрія була зруйнована. Повернувшись до Києва, він два роки не знав, чим йому заповнити життя. Валерій Акопов запоєм читав, і, як багато хто, писав незграбні юнацькі вірші, але йому ніколи й на думку не приходило зайнятися літературою. Він, скільки себе пам'ятав, любив малювати, але був впевнений, що художника з нього не вийде [1].
Долю Валерія Акопова вирішила випадкова зустріч у січні 1958 року з київським митцем Тетяною Іванівною Сипко. Вона розгледіла в ньому зачатки обдарування, і запропонувала навчати його азам мистецтва, до того ж абсолютно безкоштовно.
З 1958 по 1960 рік включно він брав у неї уроки малювання і живопису, завдяки яким вони здружилися.
Валерій Акопов, зрозумівши, необхідність системи, з 1959 по 1961 рік навчався в художній студії для дорослих у живописця Вайсбурга Юхима Юхимовича. Вступати до художнього інституту його рішуче не тягнуло.
З 1961 року працює самостійно.
У 1965 році молодий художник стає членом молодіжної секції при Спілці художників України.
У 1965 році бере участь у першій професійній виставці «Молоді художники Києва».
У 1966 році став учасником першої для нього республіканської виставки, т. зв. «Осінної». З того часу Валерій Акопов виставлявся регулярно. А з початку 80-х припинив брати участь в загальних виставках, рік за роком влаштовуючи персональні.
Перша персональна виставка відбулась у січні 1974 року (у холі Спілки художників). Всього персональних виставок у Києві було тридцять. Остання, тридцята, під назвою «Щастя пейзажиста», відбулася у квітні 2011 року в музеї літератури України.
Член Спілки художників України з 1986 року.
Тридцять три роки, з 1966 по 1999 рік, в майстерні Валерія Акопова щосереди діяли журфікси.

## Творчість

### Живопис
Валерій Акопов — переконаний і послідовний реаліст, хоча в 60-і починав з авангарду, який до кінця 60-х переосмислив і відкинув. Перші кілька років він працював маслом, завжди віддаючи перевагу порівняно невеликим розмірам. З 1972 по 1986 рік, відклавши на час улюблений живопис, Акопов малював тушшю і пером старий Київ, що стрімко зникав, усвідомивши неминучість цього зникання і внутрішню для себе необхідність зберегти дух і вигляд улюбленого міста хоча б на папері. Результат наполегливої, ніким не оплачуваної роботи — дев'яносто станкових малюнків, в яких художність підходу і властиві йому закінченість і картинність виконання органічно поєднуються з правдивістю історичного документа. Майстер не продав жодного оригіналу, попри численні прохання. Всі вони при ньому. Його не покидає надія заснувати за допомогою міської влади музей старокиївського пейзажу в столиці.
Після 1986 року, вичерпавши для себе старокиївську тему, художник повернувся до живопису, на цей раз акварельного, так само картинного і закінченого, незважаючи на малі розміри, як і всі його роботи. Він нікуди не їздить — не любить цього. Київські острови та схили, парки та околиці, а також близькі передмістя — невичерпне для нього джерело сюжетів.

## Перелік виданих книг
1. «Сантиментальні прогулянки по старому Києву» (1978-79рр.), Київ, вид. «Соціон», 1990 р. Перевидання: Київ, вид. ДІА, 2009 р.
2. «Характери», збірник оповідей (1976-89рр.). Київ, вид. ДІА, 2009 р.
3. «Щоденник», з 1979 по 81рр., Київ, вид. ДІА, 2009 р.
4. «Перший, котрий приходить останнім», беллетризирована автобіографія (1981-92 рр.). Київ, вид. ДІА, 2008 р.
5. «Чотири пори року», книга тривіршів (1987-88 рр.). Київ, вид. ДІА, 2006 р.
6. «Голубина книга», лірика (1993-94 рр.). Київ, вид. ДІА, 2008 р.
7. «Читаючи», книга про пригоди розуму, уяви і почуття на сторінках інших книг (1994-95 рр.). Київ, вид. ДІА, 2006 р.
8. «Раптові пісні», лірика (1996 р), Київ, вид. ДІА, 2008 р.
9. «Повернення до людини», збірник філософських есе (1995-99 рр.). Київ, вид. «Сфера», 2001 р. Перевидавництво, з додаванням двох статей, Київ, вид. ДІА, 2009 р.
10. «Руда книга», іронічні вірші (1997—2003 рр.). Київ, вид. ДІА, 2007 р.
11. «Зупинитися і зрозуміти», збірник філософських і культурологічних статей (1979—2005 рр.). Київ, вид. ДІА, 2007 р.
12. «Наодинці», рефлексії (2009 р.). Київ, вид. ДІА, 2009 р.
13. «Думки», обрані (2009 р.). Київ, вид. ДЫА, 2009 р.
14. «Наостанок», книга роздумів (2010 р). Київ, вид. ДІА, 2010 р.
15. «Листопад», лірика (2010 р.). Київ, вид. ДІА, 2011 р.

Вибірки з «Сантиментальних прогулянок по старому Києву» надрукував московський журнал «Літературний огляд» в 1984 році. Глави з «Першого, який приходить останнім» друкувалися в 90-х в ряді номерів київського літературного журналу «Ренесанс». Вибірки з книги тривіршів друкувалися в московському альманасі «Теплий стан» (1991 р.), в київському журналі «Веселка» («Радуга»)(початок 90-х), в мюнхенському журналі «Хрещатик» (2000 р. і в антології «І реквієма мідь …» (вибрані тексти журналу «Хрещатик» за десять років). Окремі есе публікувалися в різний час в київських газетах «День», «2000» і «Дзеркало тижня».

## Визнання і нагороди
У 1993 році лауреат щорічної міжнародної виставки в Лос-Анджелесі «Малібу Арт Шоу». У 2008 році відзначений медаллю та грамотою «Суспільне визнання» за вагомий внесок в історію і культуру України. Диплом 2010 року: нагороджується учасник міжнародної програми «Мистецький олімп» Валерій Акопов, визнаний майстер сучасного українського живопису. Про В. Ф. Акопова написано багато газетних і журнальних статей, знято понад 20 телесюжетів, а в 1992 році Київська студія хронікально-документальних фільмів зробила про нього фільм під назвою «Я подорожній» («Я путник»).